# Максимов, Александр Иванович (учёный)
Алекса́ндр Ива́нович Макси́мов (24 июля 1938, Нерчинск — 19 сентября 2012, Иваново) — советский и российский физикохимик. Создатель научной школы физической химии гетерогенных плазмохимических процессов и плазменных технологий для текстильной и легкой промышленности. Доктор химических наук, профессор, главный научный сотрудник Института Химии Растворов им. Г. А. Крестова Российской Академии Наук. Заслуженный деятель науки Российской Федерации, действительный член Академии инженерных наук им. А. М. Прохорова, лауреат премии Правительства Российской Федерации в области науки и техники.

## Биография
Александр Иванович Максимов родился 24 июля 1938 года в Нерчинске, Читинская область. После окончания средней школы с серебряной медалью он поступил в Ивановский химико-технологический институт, который с отличием окончил в 1960 г. Здесь А. И. Максимов ещё студентом начал заниматься научной работой под руководством профессора К. С. Краснова. Здесь же сразу по окончании учёбы А. И. Максимов начал и педагогическую деятельность, пройдя все ступени от ассистента до профессора, заведующего кафедрой технологии приборов и материалов электронной техники (ТП и МЭТ).
В 1962 году А. И. Максимов поступил в аспирантуру в Институте Химической Физики АН СССР в Москве, а затем, после защиты кандидатской диссертации физико-математических наук, работал в Отделении Института Химической Физики АН СССР (теперь Институт Проблем Химической Физики РАН) в Черноголовке. После возвращения в Иваново в начале 1970-х годов, А. И. Максимов защищает докторскую диссертацию в области химических наук (1973) и работает в области плазмохимии тлеющего разряда. Именно в этот период создается ивановская научная школа гетерогенных плазмохимических процессов, признанная в Советском Союзе и за его пределами. Профессор А. И. Максимов с 1975 по 1987 г являлся заведующим кафедрой Химическая Технология Электро-Вакуумных Материалов и Приборов (сейчас ТП и МЭТ) и посвящал много времени преподавательской работе. В 1987 году он перешел в Институт Химии Неводных Растворов АН СССР, создав там новое научное направление плазмохимии растворов.
На протяжении ряда лет профессор А. И. Максимов читал несколько лекционных курсов студентам Высшего химического колледжа РАН, руководил работой аспирантов, будущих бакалавров и магистров. А. И. Максимов подготовил более 30 кандидатов наук, 4 доктора наук, а также сотни инженеров, научных работников и руководителей производства.

## Научная деятельность
Основное научное направление профессора А. И. Максимова — физическая химия плазмы и неравновесных процессов. В этой области им опубликовано более 400 научных работ, включая монографии, статьи, авторские свидетельства СССР и патенты РФ на изобретения . Профессор Максимов входил в программные комитеты ряда международных конференций и симпозиумов, в том числе Международного Симпозиума по Теоретической и Прикладной Плазмохимии. В 1982, 1986 и 1996 годах А. И. Максимов приглашался для чтения лекций и научной работы в Университет им. Масарика г. Брно (Чешская Республика) в качестве приглашенного профессора. А. И. Максимов — соавтор ряда монографий и учебников: «Химическая кинетика и катализ» (1985 г.), «Низкотемпературная плазма» (1991 г.), «Энциклопедия низкотемпературной плазмы» (2001 г., 2007 г.), «Вакуумно-плазменное и плазменно-растворное модифицирование полимерных материалов» (2004 г.), «Химическая термодинамика» (2007 г.).
Профессор А. И. Максимов создал научную школу, которая занимается исследованиями физической химии гетерогенных плазмохимических процессов и разработкой плазменных технологий для текстильной и легкой промышленности. Представители этой школы работают не только в Ивановском Государственном Химико-Технологическом Университете и Институте Химии Растворов им. Г. А. Крестова РАН, но и в Ивановском Государственном Архитектурно-Строительном Университете, Ивановской Государственной Сельскохозяйственной Академии и в ряде других вузов и исследовательских институтов. Были разработаны плазмохимические технологические процессы обработки тканей и полимерных материалов и новое промышленное плазменное оборудование, выпускаемое и используемое как в России, так и в других странах (Чехия, Бельгия, Франция, Италия, Корея, Китай и др).

## Семья
Отец — Иван Прохорович Максимов (1914—1941), лётчик бомбардировочной авиации, пропал без вести в августе 1941 года под Белой Церковью на Украине.
Мать — Клавдия Александровна Максимова (урожденная Данилова) (1912—1984), зоотехник по образованию.
В 1961 году Александр Иванович Максимов женился на Валентине Константиновне Максимовой (урожденной Кадочниковой) (1939 г. р.), с которой он прожил больше 50 лет.
Дети: Максимов Иван Александрович (1962 г. р.) и Максимов Константин Александрович (1971 г. р.)

## Награды и премии
- Изобретатель СССР (1978)
- Медаль «За трудовую доблесть» (1980)[6]
- Нагрудный знак Всесоюзного общества «Знание» (1991)[7]
- Лауреат Премии Правительства Российской Федерации в области науки и техники (1999)[8]
- Почетная грамота Российской Академии Наук (1999)[9]
- Лауреат Премии Международной академической издательской компании «Наука / Интерпериодика» за лучшую публикацию в издаваемых ею журналах (2000 г.)
- Нагрудный знак Министерства образования Российской федерации «За развитие научно-исследовательской работы студентов» (2002)[10]
- Заслуженный деятель науки Российской Федерации (2005)[11]